# 郭子凡
郭子凡（羅馬拼音：Guo Zifan，1997年7月11日—），中國大陸男歌手、演员，男子演唱組合X玖少年團成員，在團體中擔任舞蹈擔當。

## 早年经历
郭子凡高中就讀於青島藝術學院，是舞蹈科班出身，學習的是中國舞專業 。2017年，郭子凡參加藝考，並以表演系專業全國第一名的成績考入北京電影學院。

## 演藝經歷

### 2015年至2017年: 參加燃燒吧少年、加入X玖少年團正式出道及團體首場演唱會
2015年參加由浙江衛視、天娛傳媒、騰訊視頻還有SM娛樂聯合出品的青少年才藝養成勵志節目，《燃燒吧少年》，在第一期演唱郭富城的歌曲"芭啦芭啦樱之花"被選入李宇春隊伍。同年，參演網絡劇《會痛的17歲》，出演一名17歲少年。
2016年9月24日，X玖少年團推出首張EP《X玖》。同年9月28日，參加X玖少年團出道發布會，並以舞蹈擔當身份正式出道。9月29日，聯同部分成員參演的校園星座超能力網絡劇《超星星學園》在騰訊上線，郭子凡在劇中飾演周董一角。
2017年1月20日，與成員加盟湖南衛視小年夜春晚，演繹經過改編的小虎隊歌曲《新年快樂》，為觀眾唱響新年祝福。4月2日，和X玖少年團成員在上海體育館舉行首場演唱會。同年4月27日，聯同成員發行單曲專輯《炫鬥青春》。

### 2018年至今:《Keep Online》及KEEP ONLINE演唱會
2018年2月14日，X玖少年團發行第二張EP《Keep Online (YES版)》。《Keep Online (NO版)》則在5月9日發行，在酷我音樂上線售賣僅36小時，獲得酷我音樂白金唱片銷量認證，第5天更獲得雙白金唱片銷量認證，成為酷我音樂史上最快達成雙白金唱片認證的專輯。同年，聯同X玖少年團成員出演網絡劇《哦！我的皇帝陛下》。10月4日及12月1日，聯同成員分別在杭州黃龍體育中心和深圳大運中心體育館舉辦了兩場X玖少年團KEEP ONLINE演唱會。

## 粉絲及應援色
郭子凡的粉絲名稱為紫薯寶寶，應援色是紫色 。

## 音樂作品
有關團體音樂作品，詳情請參閱X玖少年團的音樂作品

## 影視作品

### 電視劇
| 年份   | 劇名             | 角色             | 備註          |
| 2015年 | 會痛的17歲       | 17歲少年         | [ 5 ]         |
| 2016年 | 超星星學園       | 周董             | 網絡劇        |
| 2018年 | 哦！我的皇帝陛下 | 黃道國「太上皇」 | 網絡劇        |
| 2019年 | 小歡喜           | 季楊楊           | [ 21 ] [ 22 ] |
| 2019年 | 极限17：滑魂     | 杨步凡           | 網絡劇        |
| 2021年 | 致命愿望         | 席磊             | 網絡劇        |
| 2021年 | 许纯纯的茶花运   | 周君玦           | 網絡劇        |
| 2023年 | 曾少年之小时候   | 何筱舟           | 網絡劇        |
| 2023年 | 曾少年           | 少年何筱舟       |               |
| 2024年 | 庆余年2          | 李承平(三皇子)   |               |
| 2025年 | 六姊妹           | 何向东           |               |
| 2025年 | 爱的方程式       | 韩炎圣           | 網絡劇        |
| 待播   | 锦衣十日令       |                  | 網絡劇        |

### 電影
| 上映年度 | 電影名稱 | 角色       | 備註 | 來源 |
| 2018年   | 捉妖記2  | 永寧村小妖 |      |      |
| 2021年   | 1921     | 许德珩     |      |      |

### 綜藝節目
| 日期             | 電視台 | 節目名稱   | 備註             |
| 2021年11月13日   | 騰訊   | 導演請指教 | 吳鎮宇導演《記》 |
| 2021年12月10日至 | 愛奇藝 | 開拍吧電影 | 首輪嘉賓成員     |
| 2021年12月17日   | 騰訊   | 導演請指教 | 吳鎮宇導演《閱》 |

## 現場演出

### 演唱會
有關團體開辦的演唱會，詳情請參閱X玖少年團演唱會列表

## 公益活動
2017年7月12日，郭子凡出席第十三屆北京青少年公益電影節，並擔任電影節公益大使。
2018年3月26日，郭子凡參加由公安部治安管理局、教育部基礎教育司、人民公安報社主辦，中國警察網承辦的「做自己的首席安全官——平安校園行」主題宣傳活動啟動儀式暨首站活動，並與姚明和譚松韻共同擔任活動形象代言人和推廣大使。

## 外部連結
- 郭子凡的新浪微博